# Cristian Machín
Cristian Adrián Machín Ramírez (Montevideo, 5 de diciembre de 1988) es un exfutbolista uruguayo.

## Clubes
| Club                | País      | Año         |
| ------------------- | --------- | ----------- |
| Fénix               | Uruguay   | 2006 - 2012 |
| Atlético de Rafaela | Argentina | 2012 - 2013 |
| Boston River        | Uruguay   | 2013 - 2014 |